# Joseph Lukas Meyer
Joseph Lukas Meyer (* 8. Januar 1774 in Holzschlag bei Bonndorf im Schwarzwald; † 18. Juni 1821 in Gurtweil bei Waldshut-Tiengen) war ein deutscher Benediktiner, Pfarrer, Lehrer und Heimatforscher.

## Leben
Joseph Meyer war ein Sohn eines armen Tagelöhners. Sein Elternhaus war das »Auerhäusle« in Holzschlag bei Bonndorf im Schwarzwald. 1781 durfte er aufgrund seiner Begabungen zunächst die Dorfschule in Boll besuchen. Doch schon bald wurde er wieder zur Mithilfe im elterlichen Haus zurückgeholt. Er hütete im Sommer das Vieh und half im Winter bei der Heimarbeit, der Mousselinestickerei. 1782 starb seine Mutter. Die Härte und Not in der kinderreichen Familie hielt er nicht mehr aus und begab sich im Alter von zwölf Jahren in das Paulinerkloster Bonndorf. Es fiel ihm jedoch aufgrund seiner mangelnden Vorkenntnisse schwer, Latein zu erlernen. Oft saß er weinend im Garten. Dies bemerkte der Klostergärtner und lehrte ihn alles noch Fehlende. So konnte er zunächst nach Villingen zu den Benediktinern und später in das Gymnasium in Donaueschingen, um sich weiter zu bilden.
1791 wollte er in das Kloster St. Blasien eintreten. Man nahm ihn jedoch vorerst nicht an. Er studierte zunächst an der Hochschule Freiburg und erlangte 1793 die Aufnahme in das Kloster St. Blasien, wo er am 22. Februar 1795 das Gelübde ablegte und den Ordensnamen Lukas annahm. Nachdem der Abt Martin Gerbert 1793 verstorben war, wurden die Wissenschaften nicht mehr stark gefördert. Darüber enttäuscht, äußerte er sich schriftlich negativ darüber und wurde daher »zurückgesetzt«. Erst am 21. September 1799 erfolgte seine Priesterweihe. 1800 kam er als Lehrer für Griechisch an das Lyzeum in Konstanz. Hier kam er in Kontakt zu Ignaz Heinrich von Wessenberg, welches wiederum in St. Blasien missfiel. Man entzog ihm 1804 die Lehrerlaubnis und sendete ihn als Seelsorger zunächst nach Todtmoos und nach Oberried.
Nach der Aufhebung des Klosters 1806 blieb er in der Heimat. Ein Angebot nach St. Gallen an das dortige neugegründete Gymnasium nahm er nicht an. Er wurde Pfarrer in Nöggenschwiel und 1813 in Gurtweil. Hier konnte er sich nebenbei den Studien der Geschichte widmen. Die Jahre 1814 mit dem im Schloss Gurtweil einquartierten Militär-Lazarett und 1817 mit der Hungersnot hatten ihn jedoch ungeheure Mühe gekostet. Er schrieb neben heimatgeschichtlichen auch einige theologische Werke, wovon einige gedruckt wurden. Gern beschäftigte er sich im Garten und mit Buchbinden, er hatte eine umfangreiche Bibliothek. Er hinterließ unter anderem in seinem Testament eine Stiftung, den St. Lukasfonds, zu Gunsten von Theologiestudenten.
Am 18. Juni 1821 starb Joseph Lukas Meyer in Gurtweil bei Waldshut-Tiengen im Alter von 47 Jahren.

## Werke (Auswahl)
- Geschichte des Thales S. Wilhelm bei Oberried (Manuskript, 1808)
- Etwas aus dem Leben Martin Gerberts, 1811
- Das Pfarrbuch von Kirchzarten, 1813
- Geschichte der Pfarrei Nöggenschwiel, 1812
- Kulturgeschichte des Schwarzwaldes, 1813
- Geschichte der Pfarrei Gurtweil, 1814
- Aus dem Leben des Priesters Origenes, 1815
- Schicksale der Wiedertäuferlehre auf dem Schwarzwalde, 1815
- Römische Alterthümer auf dem südöstlichen Schwarzwalde, besonders über die Ausgrabungen bei Lauchringen, 1817
- Umriß der Geschichte des Klettgaues, 1817
- Hercynia oder Eigenthümlichkeiten der Schwarzwälder (Hauensteiner) Mundart, 1819
- Ausführliche Geschichte des Klettgaues, 1820
- Geschichte der alemannischen Landgrafschaft Alpgau oder Hauenstein, 1821
- Die Geschichte der Salpeterer auf dem Süd-ostlichen Schwarzwalde, 1837 Digitalisat der UB Freiburg